# Robert W. Laing
Robert W. Laing é um diretor de arte britânico. Venceu o Oscar de melhor direção de arte na edição de 1983 por Gandhi, ao lado de Stuart Craig e Michael Seirton.